# Amt Elmshorn-Land
La comunità amministrativa di Elmshorn-Land (Amt Elmshorn-Land) si trova nel circondario di Pinneberg nello Schleswig-Holstein, in Germania.

## Suddivisione
Comprende 7 comuni:
1. Klein Nordende (3 421)
2. Klein Offenseth-Sparrieshoop (3 122)
3. Kölln-Reisiek (3 423)
4. Raa-Besenbek (525)
5. Seester (1 016)
6. Seestermühe (899)
7. Seeth-Ekholt (906)

Il capoluogo è Elmshorn, esterna al territorio della comunità amministrativa.
(Tra parentesi i dati della popolazione al 31 dicembre 2021)